# Björntjärnen (Malungs socken, Dalarna, 669367-139370)
Björntjärnen är en sjö i Malung-Sälens kommun i Dalarna och ingår i Göta älvs huvudavrinningsområde.